# Darius Songaila
Darius Songaila (* 14. Februar 1978 in Marijampolė) ist ein ehemaliger litauischer Basketballspieler. der 2,06 m große Power Forward war von 2003 bis 2011 in der NBA aktiv. Zuletzt stand er bei Žalgiris Kaunas unter Vertrag.

## Karriere

### Verein
Von 1998 bis 2002 spielte Songaila für die Mannschaft der Wake Forest University in der NCAA. Er wurde in der zweiten Runde der NBA Draft 2002 von den Boston Celtics ausgewählt, absolvierte die folgende Saison jedoch bei ZSKA Moskau. In der NBA spielte er zwei Jahre für die Sacramento Kings, mit denen er zweimal die Play-offs der NBA erreichte, und anschließend ein Jahr für die Chicago Bulls. 2006 bis 2009 war Songaila bei den Washington Wizards aktiv, für die er aufgrund einer Rückenoperation jedoch erst ab Mitte der Saison auflaufen konnte. Dennoch erreichte er in jener Saison, wie auch in der folgenden Spielzeit, mit den Wizards die Play-offs. Anschließend war Songaila je ein Jahr für die New Orleans Hornets und die Philadelphia 76ers aktiv.
Nachdem er in der NBA zuletzt kaum noch Spielzeit bekommen hatte, wechselte Songaila 2011 wieder nach Europa. Nach Stationen in der Türkei (Galatasaray Istanbul), Spanien (CB Valladolid) und der Ukraine (BK Donezk) kehrte er 2013 nach Litauen zurück, wo er zunächst für Lietuvos rytas Vilnius aktiv war.

### Litauische Basketballnationalmannschaft
Songaila war von 1998 bis 2012 für die Nationalmannschaft Litauens aktiv und gewann mit ihr Bronze bei den Olympischen Sommerspielen 2000, Gold bei der Europameisterschaft 2003 und Bronze bei der Europameisterschaft 2007. Neben diesen Turnieren nahm er Teil an den Olympischen Sommerspielen 2004 und 2012, an der Basketball-Weltmeisterschaft 2006 und an den Europameisterschaften 2001 und 2011.

## Erfolge

### Mit der Mannschaft
- russischer Meister – 2003
- Sieger Basketball-Europameisterschaft 2003
- Dritter Olympische Sommerspiele 2000
- Dritter Basketball-Europameisterschaft 2007

### Persönliche Auszeichnungen
- MVP des Monats März 2013 in der VTB-UL